# Bad Fischau-Brunn
Bad Fischau-Brunn è un comune austriaco di 3 302 abitanti nel distretto di Wiener Neustadt-Land, in Bassa Austria; ha lo status di comune mercato (Marktgemeinde). È formato dai comuni catastali di Bad Fischau (fino al 1929 "Fischau") e Brunn an der Schneebergbahn.

## Monumenti e luoghi d'interesse
- Castel Brunn